# Gare de Bar-le-Duc
La gare de Bar-le-Duc est une gare ferroviaire française de la ligne de Noisy-le-Sec à Strasbourg-Ville (Paris - Strasbourg), située à proximité du centre-ville de Bar-le-Duc, préfecture du département de la Meuse, en région Grand Est.
Elle est mise en service le 27 mai 1851 par la Compagnie du chemin de fer de Paris à Strasbourg, qui devient la Compagnie des chemins de fer de l'Est en 1854.
C'est une gare de la Société nationale des chemins de fer français (SNCF), desservie par le TGV et des trains régionaux du réseau TER Grand Est.

## Situation ferroviaire

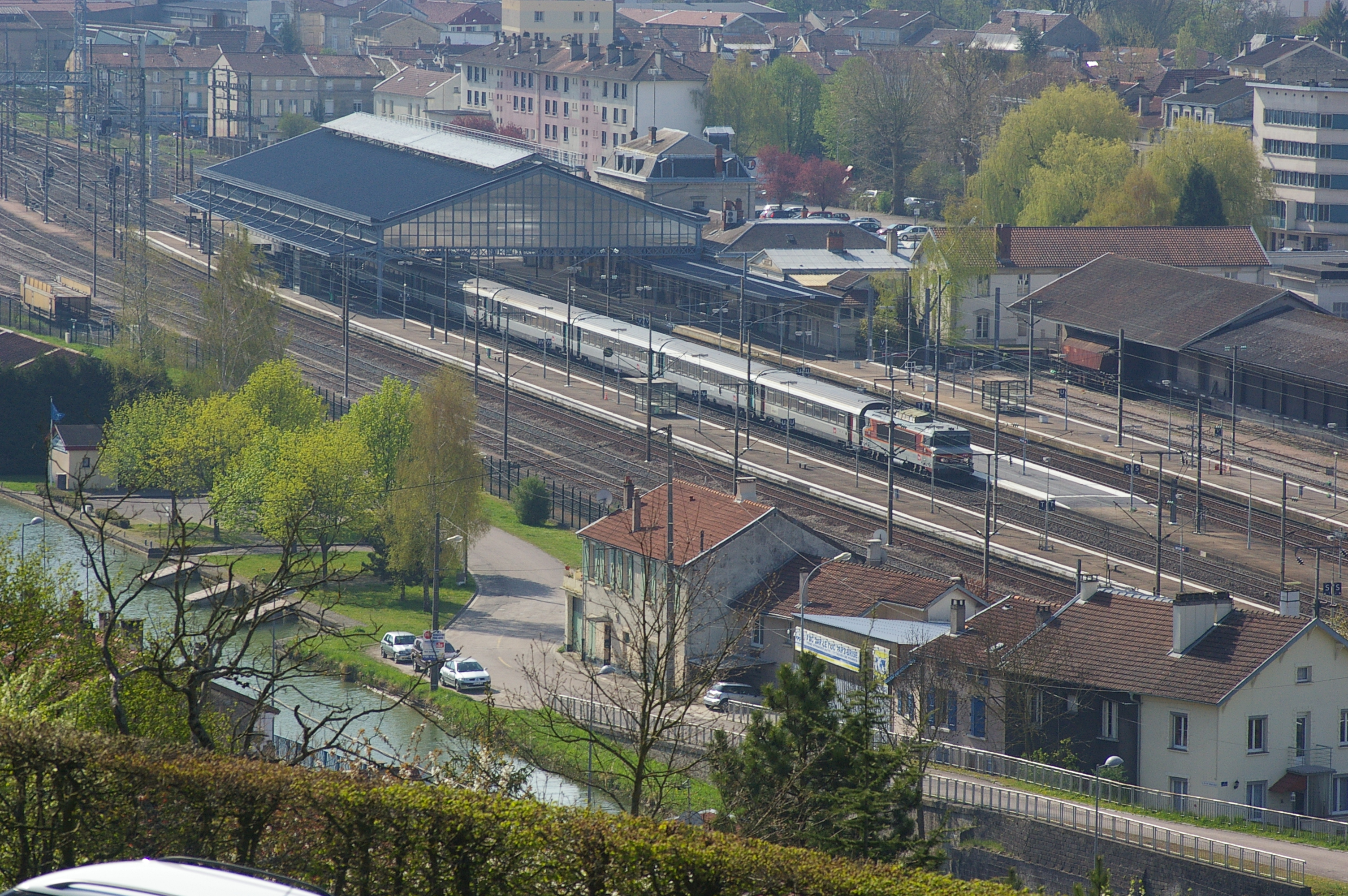
Vue d'ensemble de la gare.

Établie à 186 mètres d'altitude, la gare de Bar-le-Duc est située au point kilométrique (PK) 253,558 de la ligne de Noisy-le-Sec à Strasbourg-Ville, faisant partie de la ligne de Paris-Est à Strasbourg-Ville, entre les gares ouvertes de Revigny et de Nançois - Tronville.
Elle se situe à mi-distance de Paris (253 km) et de Strasbourg (250 km) par le rail.

## Histoire

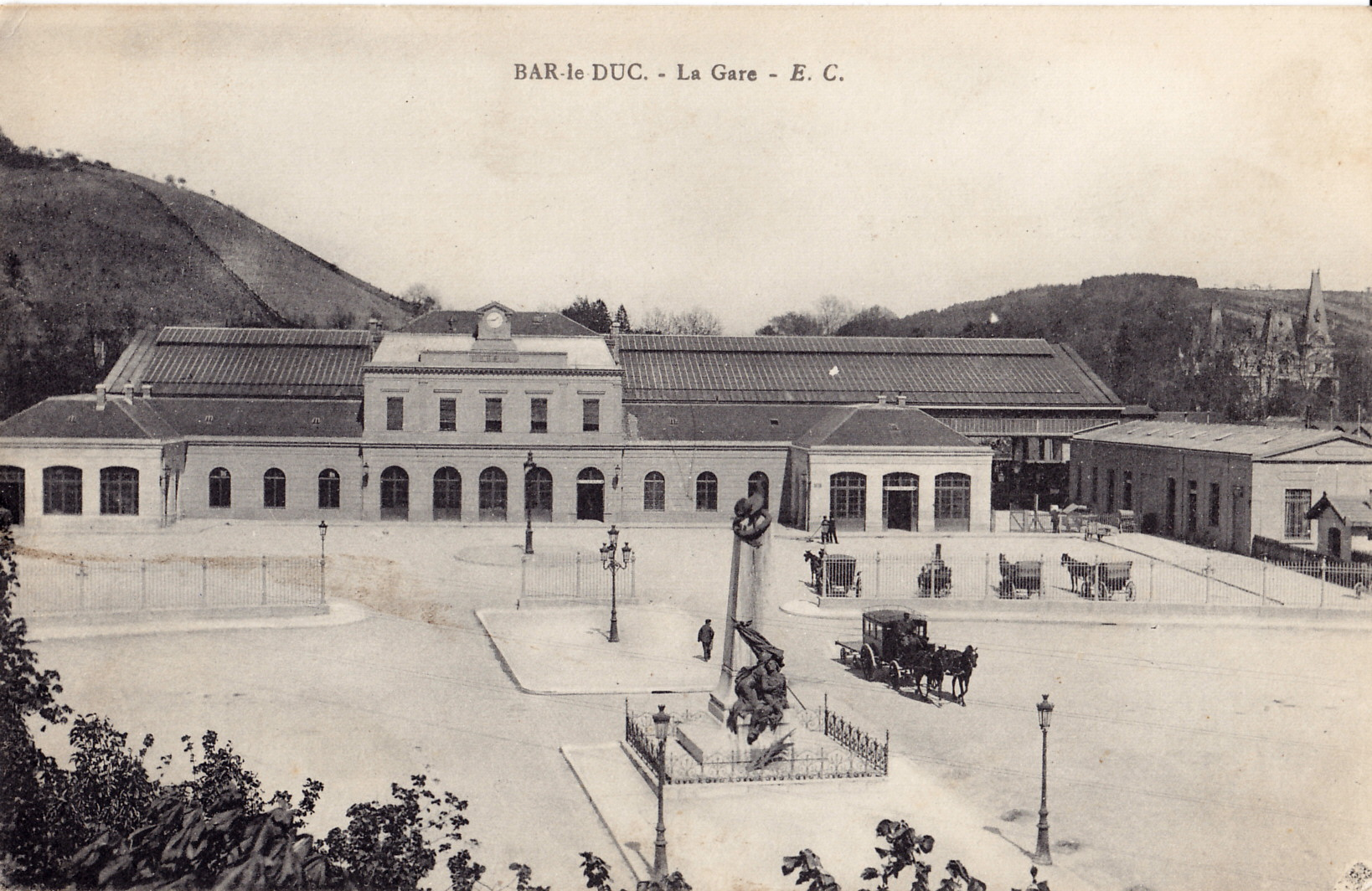
La gare, vers 1916.

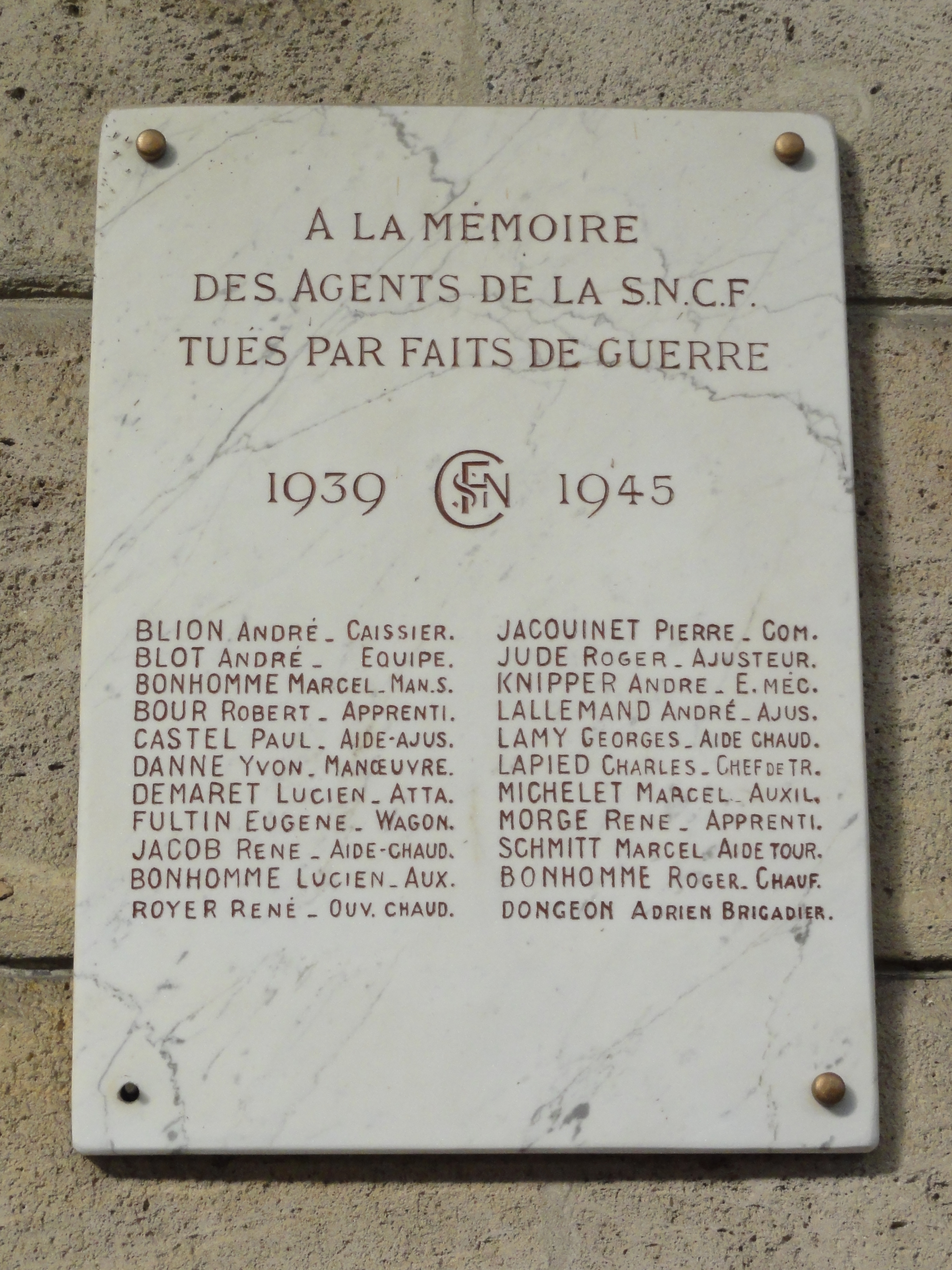
Plaque à la mémoire des cheminots tués lors de la Seconde Guerre mondiale.

En 1849, une loi décide de la construction d'une voie ferrée reliant Paris à Strasbourg via Bar-le-Duc. La station de Bar-le-Duc est mise en service le 27 mai 1851 par la Compagnie du chemin de fer de Paris à Strasbourg, lors de l'ouverture à l'exploitation de la section de Vitry-le-François à Bar-le-Duc du chemin de fer de Paris à la frontière allemande. La prolongation de la ligne vers Commercy est ouverte le 12 août 1852.
Une gare provisoire est inaugurée le 29 mai 1851 avant que le bâtiment définitif ne soit construit, sur le modèle des gares parisiennes. À l'arrière, une grande verrière surplombe les quais pour protéger les voyageurs des intempéries. À l'avant, le parvis est ceinturé par des grilles qui seront supprimées au siècle suivant, en 1950, lors de la construction du monument de Raymond Poincaré.
Pendant plus d'un siècle, les trains sont à vapeur. Le premier train électrique entre en gare le 27 avril 1959, sur la ligne Paris - Metz via Bar-le-Duc et Lérouville.
Une plaque côté quais commémore les victimes de la guerre 1939-1945. En 1993, une autre plaque est apposée sur la gare côté rue en hommage aux victimes des persécutions du régime de Vichy.
Après la mise en service de la LGV Est européenne le 10 juin 2007, les trains de grandes lignes (Corail) assurant les liaisons Paris - Metz - Francfort/Luxembourg et Paris - Nancy - Strasbourg via Bar-le-Duc sont supprimés. La gare reçoit alors quelques TGV en provenance ou à destination de Paris, mais le nombre de dessertes est en baisse au profit de la nouvelle gare de Meuse TGV, située à 30 km au nord, près de la commune Les Trois-Domaines. Les dessertes pour Metz, Nancy et Lunéville sont assurées par le TER Lorraine, et les régions Picardie, Champagne-Ardenne et Lorraine créent ensemble le « TER Vallée de la Marne », qui relie Bar-le-Duc à Paris-Est via Vitry-le-François, Châlons-en-Champagne, Épernay et Château-Thierry.

## Fréquentation
De 2015 à 2024, selon les estimations de la SNCF, la fréquentation annuelle de la gare s'élève aux nombres indiqués dans le tableau ci-dessous.
| Année                      | 2015    | 2016    | 2017    | 2018    | 2019    | 2020    | 2021    | 2022    | 2023    | 2024    |
| -------------------------- | ------- | ------- | ------- | ------- | ------- | ------- | ------- | ------- | ------- | ------- |
| Voyageurs                  | 414 938 | 387 660 | 415 280 | 381 208 | 416 584 | 279 951 | 337 714 | 422 768 | 478 077 | 452 165 |
| Voyageurs et non voyageurs | 518 672 | 484 575 | 519 100 | 476 511 | 520 730 | 349 939 | 422 143 | 528 460 | 597 596 | 565 207 |

## Service des voyageurs

### Accueil

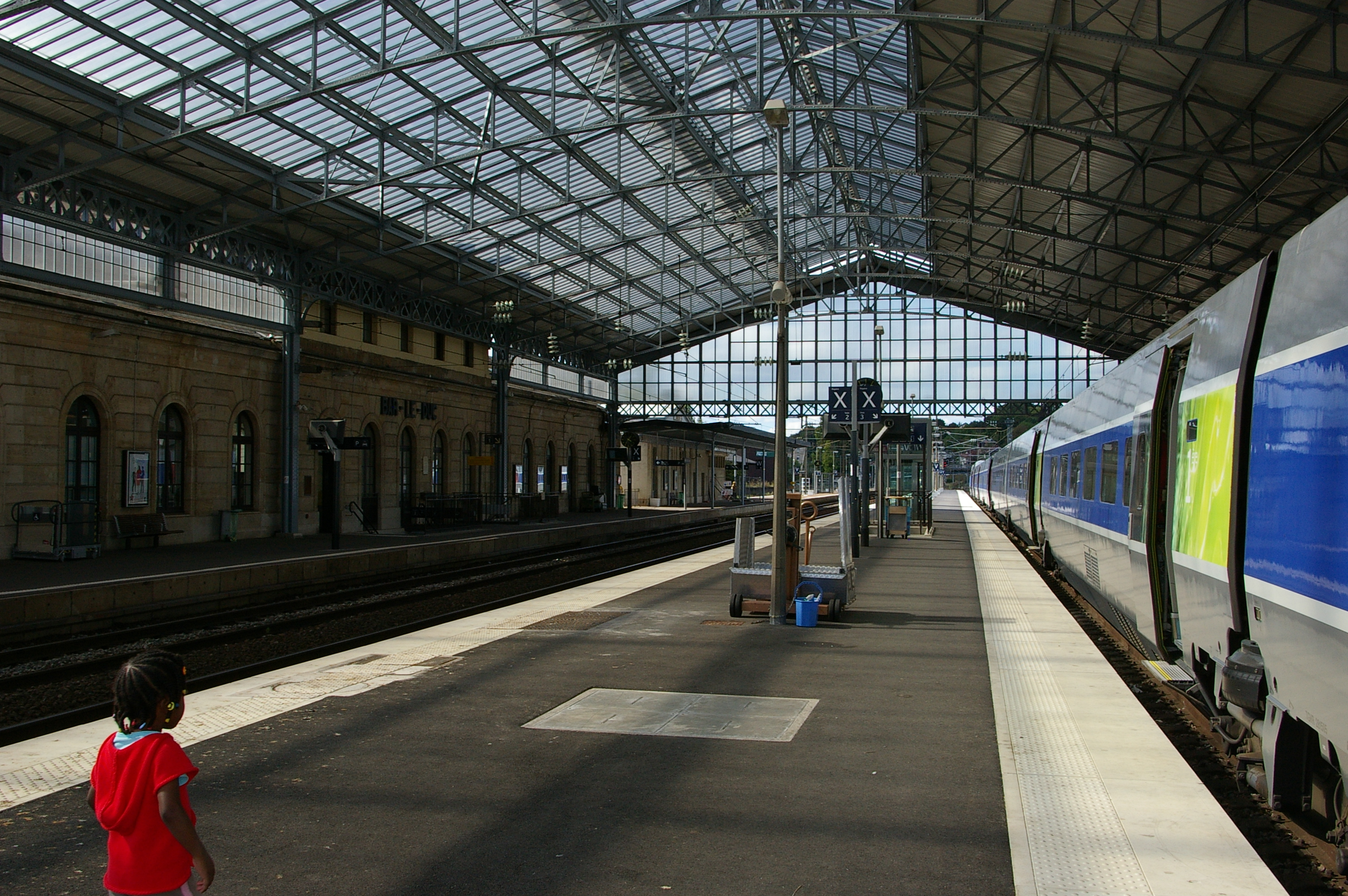
Quais, sous la verrière, et desserte TGV.

Gare de la SNCF, elle dispose d'un bâtiment voyageurs avec un guichet ouvert tous les jours. Elle est équipée d'automates pour l'achat de titres de transport. C'est une gare « Accès TER », proposant des aménagements et des équipements (ascenseurs, rampes...), ainsi que des services pour les personnes à la mobilité réduite.
Les 3 quais sont desservis par 5 voies. Ils sont protégés par une grande verrière. Un passage souterrain permet de traverser sous les voies et d'accéder aux différents quais.

### Desserte
La gare est desservie par le « TGV Est » à destination de Paris-Est, via Vitry-le-François, Châlons-en-Champagne et Champagne-Ardenne TGV.
Gare régionale, elle est desservie par le réseau TER Grand Est, permettant de rejoindre Metz, Nancy, Strasbourg-Ville, Reims et Paris-Est.

### Intermodalité
À l'est de la gare SNCF se trouve une gare routière de 13 quais, utilisée par le réseau intermodal des transports de la Meuse (RITM), qui relie Bar-le-Duc aux autres grandes villes du département, et de celui voisin de la Marne, qui assurent le ramassage scolaire. Devant la gare, il existe un arrêt du réseau de bus TUB (Transports urbains du Barrois).
Une navette routière est mise en place par le conseil départemental de la Meuse pour rejoindre en 30 min la gare de Meuse TGV, d'où l'on peut rejoindre Paris en 1 h et Strasbourg en 1 h 40.
À côté de la gare routière et à proximité de la gare SNCF, un parking de 288 places est disponible.

Intérieur de la gare
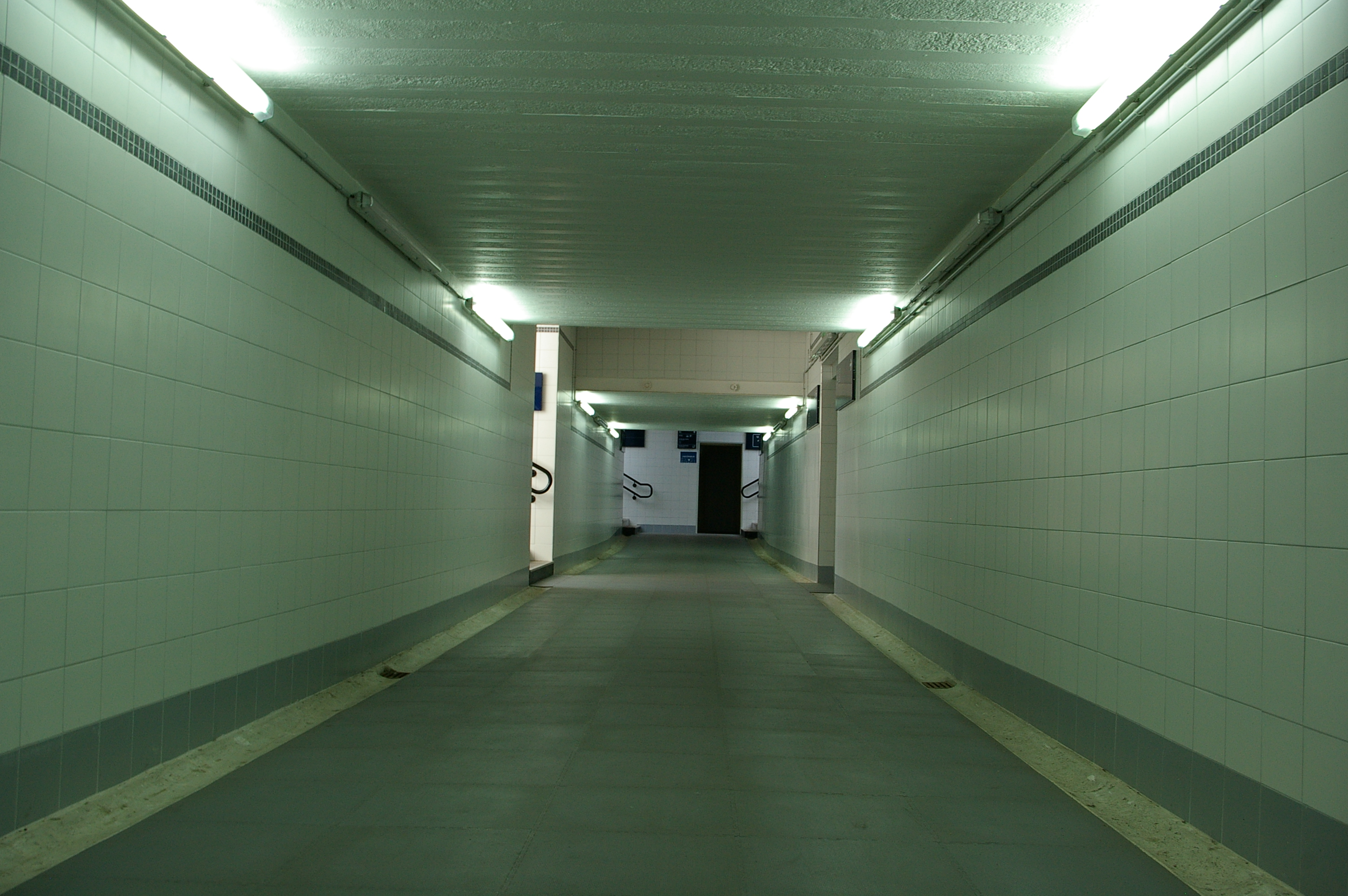
Passage souterrain.
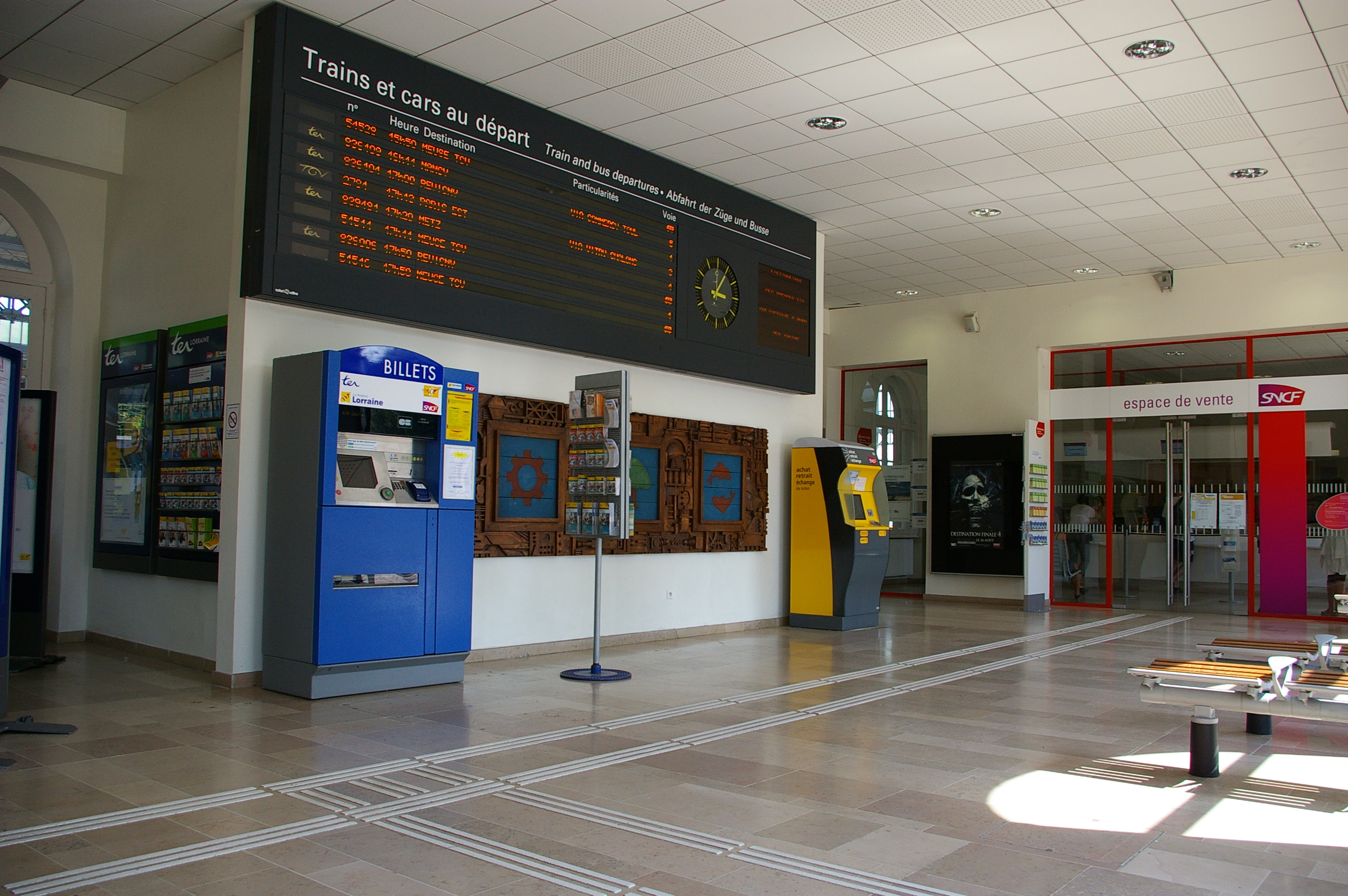
Hall et guichets.
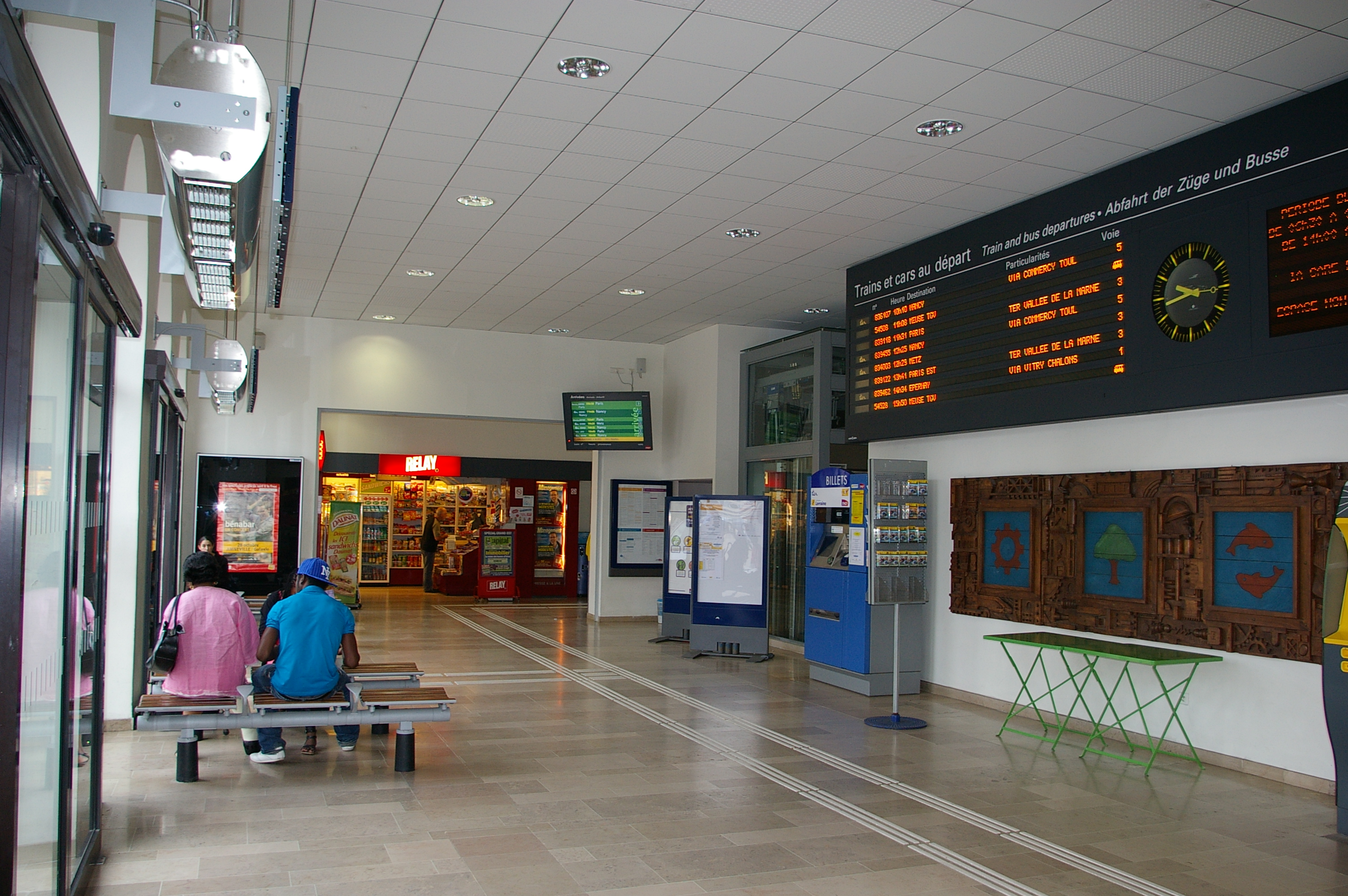
Hall voyageurs et commerce.